# IC 277
IC 277 је спирална галаксија у сазвјежђу Кит која се налази на листи објеката дубоког неба у Индекс каталогу.
Деклинација објекта је + 2° 46' 16" а ректасцензија 2h 59m 50,5s. Привидна величина (магнитуда) објекта IC 277 износи 13,1 а фотографска магнитуда 13,9. Налази се на удаљености од 49,400 милиона парсека од Сунца. IC 277 је још познат и под ознакама UGC 2460, MCG 0-8-64, MK 602, IRAS 02572+0234, CGCG 389-60, KUG 0257+025, PGC 11336.